# المعتوه (فلم)
المعتوه فيلم دراما مصري إنتاج عام 1982م، إخراج كمال عطية. بطولة: محمود عبد العزيز، عفاف شعيب، مجدي وهبة، جورج سيدهم.

## القصة
(أحمد) موظف بحديقة الحيوان، يقع من أعلى سلم منزله ويتم نقله إلى المستشفى، وبعد علاجه يتهم جارته (ثناء) أنها من دفعته وتسببت في سقوطه وبناء عليه يتم القبض على ثناء وتقديمها للمحاكمة، يلجأ (عادل) زوج ثناء إلى أحد أكبر المحامين للدفاع عن زوجته، يظل يبحث زوجها عن أية معلومات عن أحمد من خلال المحيطين به.

## طاقم العمل
- محمود عبد العزيز
- جورج سيدهم
- نظيم شعراوي
- حسين عبد الوهاب
- صلاح نظمى
- بدرية عبد الجواد
- منى عبد الله
- يسرى غنيم
- فريدة سيف النصر
- مطاوع عويس
- عفاف شعيب
- منى أبو الفتوح
- لويس يوسف
- شعبان حسين

## وصلات خارجية
- مقالات تستعمل روابط فنية بلا صلة مع ويكي بيانات